# Antonio Brosa
Antonio Brosa, né à La Canonja, Province de Tarragone le 27 juin 1894 et mort à Barcelone le 23 mars 1979, est un violoniste espagnol créateur en 1940 à New York du concerto pour violon de Benjamin Britten.